# La Sala (les Masies de Voltregà)
La Sala és una masia de les Masies de Voltregà (Osona) inclosa a l'Inventari del Patrimoni Arquitectònic de Catalunya.

## Descripció
Masia amb dos cossos clarament marcats. A la part de migdia del conjunt, hi ha una construcció de planta rectangular coberta a dues vessants i que consta de planta baixa i tres pisos, en els dos superiors s'hi obren galeries. Els murs d'aquest cos són de tàpia i els angles estan reforçats amb pedra. A la part de ponent d'aquest cos hi ha el portal d'entrada a la casa que coincideix amb el primer pis (aprofitant el desnivell del terreny). Adossat a aquest hi ha un altre cos amb el carener perpendicular a l'anterior cos i amb el vessant de la part sud més prolongat. A aquest cos s'hi accedeix per la part de llevant amb uns graons que coincideixen a nivell del primer pis.
La part inferior està construïda a base de pedra i la superior amb tàpia.

## Història
Antiga casa que forma part de la tradició històrica de la quadra de Sant Miquel d'Ordeig, la qual al fogatge de 1553 constava de quatre masos. Trobem registrat a Miquel Sala, alies Collell, perquè era aquell que habitava el mas Collell, nom que avui no trobem entre els masos d'aquest sector. És fàcil doncs que es tracti de l'actual mas Sala.
En uns camps d'aquesta propietat, a pocs metres de la casa hi havia un mas, el qual avui està enrunat.